# Майоровцы
Майоровцы (бел. Маёраўцы) — упразднённая деревня в Браславском районе Витебской области Беларуси.

## География
Урочище находится в западной части Витебской области, к западу от озера Густаты (Густата) и автодороги Н-2165, на расстоянии приблизительно 17 километров (по прямой) к юго-востоку от города Браслав, административного центра района. Абсолютная высота — 161 метр над уровнем моря.

## История
По состоянию на 1905 год, в деревне проживал 81 человек (42 мужчины и 39 женщин). В административном отношении входила в состав Иодской волости Дисненского уезда Виленской губернии.
В 1921 году входила в состав гмины Йоды Дисенского повета Виленского воеводства Второй Польской республики. Числилось 42 жителя (20 мужчин и 22 женщины), проживавших в 10 домах. В этническом составе населения того периода поляки составляли 90,5 %, белорусы — 9,5 %. В конфессиональном составе населения преобладали католики (73,8 %), также были представлены православные христиане (26,2 %).
16 сентября 1960 года деревня была передана из состава Иодского сельсовета Шарковщинского района в состав Иказненского сельсовета Браславского района.